# José Figueras
José Juan Figueras García (ur. 25 stycznia 1979 w Vigo) – hiszpański piłkarz występujący na pozycji bramkarza w Elche CF.